# استحکامات دربند
استحکامات دربند بخشی از خطوط دفاع ساسانی‌ها هستند که در سده ششم پ.م برای محافظت از گذرگاه شرقی رشته‌کوه‌های قفقاز (دروازه‌های اسکندر) در مقابل حملات مردم صحرانشین جلگه پنتی-خزری، ساخته شدند. این استحکامات از سه بخش کلی تشکیل شده‌اند: دژ نارین‌کالا در دربند، دیوارهای دوقلویی که آن را به دریای خزر در شرق متصل می‌کنند و دیوار کوهستانی داغ‌باری که از دربند تا دامنه کوه‌های قفقاز در غرب ادامه پیدا می‌کند. این بنا در سال ۲۰۰۳ میلادی به ثبت میراث جهانی یونسکو رسید.

## پیش‌زمینه و اولین استحکامات در دربند
یافته‌های باستان‌شناسی نشان می‌دهند که ساخت این استحکامات در تپه‌های دربند به سده هشتم پ.م بازمی‌گردد؛ به احتمال زیاد به دلیل یورش‌های سکاها. این استحکامات در ابتدا تنها بخش شمالی این تپه را دربرمی‌گرفتند (حدود ۴ تا ۵ هکتار) اما در سده‌های چهارم تا ششم پیش از میلاد گسترش یافتند و تمامی آن را دربرگرفتند (حدود ۱۵ هکتار). بلندی دیوارهای این استحکامات به ۲ متر و ضخامت آن‌ها به ۷ متر می‌رسید. این دیوار بارها تخریب و دوباری بازسازی شد.
در سده چهارم پ.م گسترش این استحکامات در فرای قلعه دربند آغاز شد. در سده یکم پ.م دربند با پادشاهی آلبانیای قفقاز ترکیب شد. دربند در سه سده آغازین د.م رفاه و آسایش نسبی‌ای را تجربه کرد اما از سرگیری یورش‌های صحرانشینان در سده چهارم د.م شروع شد (الانان و بعدها هون‌ها). در سده چهارم د.م این مناطق تحت فرمانروایی شاهنشاهی ساسانی قرار گرفتند و دربند در سده پنجم یک دژ مرزی ساسانی به شمار می‌آمد و فرمانروایی آن در دست یک مرزبان بود.

## نگارخانه

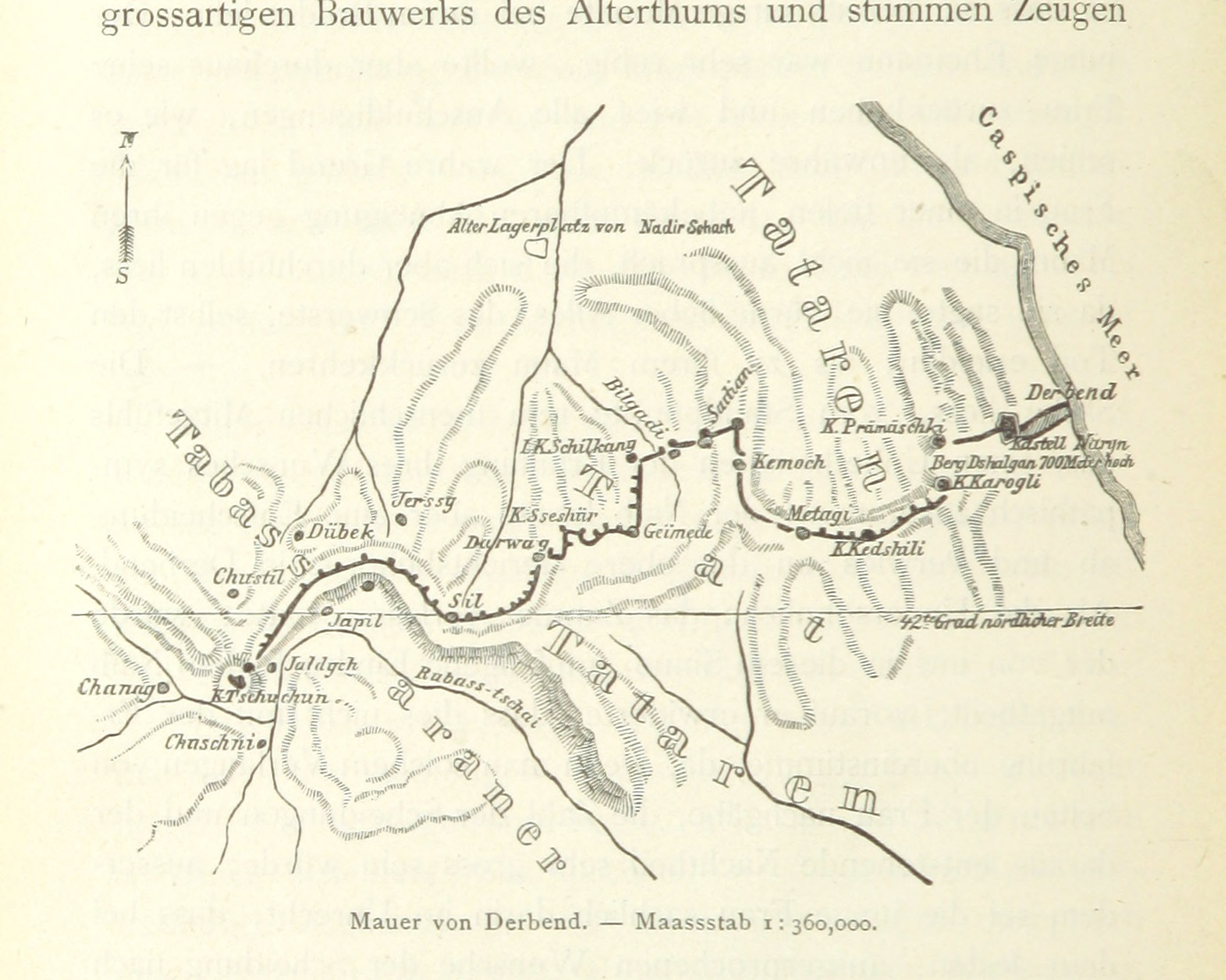
نقشه استحکامات ساسانی در دربند، اثر رادریک فون ارکرت
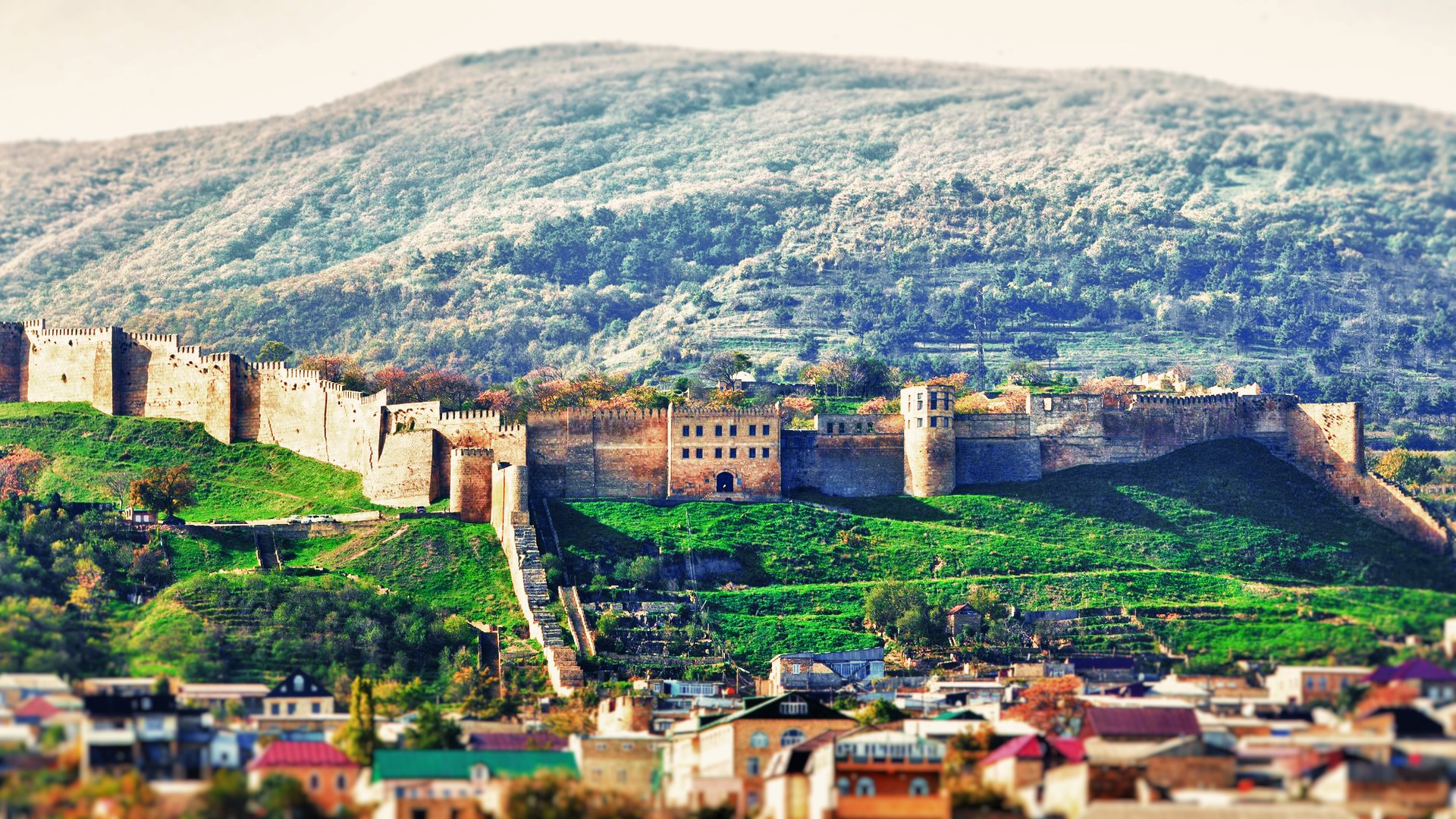
دژ نارین‌کالا و دیوارهای دربند